# Vandenberg (zespół muzyczny)
Vandenberg – holenderski zespół rockowy, funkcjonujący w latach 1981–1987, reaktywowany w 2020 roku.

## Historia
Zespół został założony przez gitarzystę Adriana Vandenberga po upadku jego poprzedniego zespołu pn. Teaser. Grupę uzupełnili wokalista Bert Heerink, basista Dick Kemper i perkusista Jos Zoomer. Muzycy podpisali kontrakt z Atlantic Records. Debiutancki album pt. Vandenberg charakteryzował się ciężkim brzmieniem. Zajął on 19. miejsce na holenderskiej liście Album Top 100 oraz 65. na liście Billboard 200. Komercyjny sukces grupy przyczynił się do tego, że Adrian Vandenberg nie przyjął propozycji Davida Coverdale'a, który proponował mu grę w Whitesnake. Podczas trasy koncertowej promującej kolejny album – Heading for a Storm – Vandenberg supportował Kiss. Mimo tego album cieszył się mniejszym powodzeniem w Stanach Zjednoczonych (169. miejsce), jednak był popularny w Holandii (14. miejsce), podobnie jak bardziej dopracowany pod względem produkcji trzeci album pt. Alibi (18. miejsce). Jednakże odejście Heerinka w 1986 roku przyspieszyło proces rozpadu grupy. Ostatecznie zespół rozwiązał się w 1987 roku, a Adrian Vandenberg został członkiem Whitesnake.
W 2020 roku Adrian Vandenberg reaktywował zespół z nowym składem. Początkowo wokalistą został Ronnie Romero, skład uzupełnili perkusista Koen Herfst i basista Randy van der Elsen, a w studio gościnnie wystąpili Rudy Sarzo i Brian Tichy. Album pt. 2020 zajął m.in. drugie miejsce w Holandii i jedenaste w Szwajcarii. W 2021 roku Romero został zastąpiony przez Matsa Levéna. Na 2023 rok zapowiedziano kolejny album studyjny zespołu.

## Skład zespołu

### Obecny
- Adrian Vandenberg – gitara (1981–1987, od 2020)
- Mats Levén – wokal (od 2021)
- Randy van der Elsen – gitara basowa (od 2020)
- Koen Herfst – perkusja (od 2020)

### Dawni członkowie
- Bert Heerink – wokal (1981–1987)
- Dick Kemper – gitara basowa (1981–1987)
- Jos Zoomer – perkusja (1981–1987)
- Ronnie Romero – wokal (2020–2021)

## Dyskografia
- Vandenberg (1982)
- Heading for a Storm (1983)
- Alibi (1985)
- Best of Vandenberg (1988, kompilacja)
- The Definitive Vandenberg (2004, kompilacja)
- The Complete Atlantic Recordings (2017, kompilacja)
- 2020 (2020)
- The Complete ATCO Recordings 1982–2004 (2021, kompilacja)